# Departamento de Tierra del Fuego
El Departamento de Tierra del Fuego fue una antigua división territorial de Chile, situada en el Territorio de Colonización de Magallanes y, posteriormente, en la Provincia de Magallanes. Su comuna cabecera departamental fue la ciudad de Porvenir.

## Creación
El DFL N° 8.583 del 30 de diciembre de 1927 creó el Departamento de Tierra del Fuego en el Territorio de Magallanes, con las comunas de Primavera, Porvenir, Bahía Inútil y Navarino, constituyéndose la ciudad de Porvenir como capital departamental. En 1929 se denomina provincia al Territorio de Magallanes.

## Subdelegaciones
| Municipalidad | Subdelegaciones  |
| ------------- | ---------------- |
| Primavera     | 1a, Primavera    |
| Primavera     | 2a, Navarino     |
| Porvenir      | 3a, Bahía Inútil |
| Porvenir      | 4a, Porvenir     |
| Bahía Inútil  | 5a Bahía Inútil  |
| Navarino      | 6a Navarino      |